# Лубенщина
Лубе́нщина —  село в Україні, у Глобинській міській громаді Кременчуцького району Полтавської області. Населення становить 3 особи (на 2010 рік). До 2020 орган місцевого самоврядування — Федорівська сільська рада. Окрім Лубенщини раді були підпорядковані села Федорівка та Попівка.

## Географія
Село розташоване на лівому березі річки Хорол, яка за 6 км впадає у річку Псел, за 60 км від районного центру Глобине. Вище за течією за 1 км і на протилежному березі розташоване село Федорівка. Площа населеного пункту — 21,9 га.

## Історія
Село засноване наприкінці XVIII століття.
12 червня 2020 року, відповідно до розпорядження Кабінету Міністрів України № 721-р «Про визначення адміністративних центрів та затвердження територій територіальних громад Полтавської області», село увійшло до складу Глобинської міської громади.
19 липня 2020 року, в результаті адміністративно - територіальної реформи та ліквідації Глобинського району, село увійшло до складу новоутвореного Кременчуцького району.

## Населення
Кількість населення у селі змінювалась наступним чином:
| 2001 | 2011 |
| ---- | ---- |
| 20   | 3    |
|      | ▼    |

### Мова
Розподіл населення за рідною мовою за даними перепису 2001 року:
| Мова       | Кількість | Відсоток |
| ---------- | --------- | -------- |
| українська | 18        | 90%      |
| російська  | 1         | 5%       |
| румунська  | 1         | 5%       |
| Усього     | 20        | 100%     |